# South East Asian Airlines
South East Asian Airlines of Seair is een luchtvaartmaatschappij in de Filipijnen. De in 1995 opgerichte maatschappij richt zich uitsluitend op de nationale markt, waarbij ze zich concentreert op de kleinere bestemmingen. De belangrijkste lijn voor de maatschappij is de verbinding tussen Manilla en het vakantie-eiland Boracay via Godofredo P. Ramos Airport in Caticlan.

## Geschiedenis
South East Asian Airlines werd in 1995 opgericht door de Griek Nikos Gitsis en de Duitser Iren Dornier (een kleinzoon van de vliegtuigbouwer Claude Dornier) en enkele Filipijnse investeerders. Vanaf augustus begon Seair met de eerste vluchten vanuit Clark Airport. Sindsdien is het netwerk verder uitgebouwd. Tegenwoordig heeft de maatschappij 12 bestemmingen door het hele land. In 2010, het jaar dat Seair 15 jaar bestond, doorbrak de maatschappij de grens van 3 miljoen passagiers.

## Vloot
- 1 Airbus A320-200
- 1 Boeing 737-200
- 5 Dornier Do-328

## Bestemmingen
Seair vliegt op de volgende 12 bestemmingen
- Batanes, Basco (vanuit Manilla)
- Boracay, Godofredo P. Ramos Airport (vanuit Manilla, Cebu City en Clark)
- Cebu City (vanuit Manilla)
- Clark (vanuit Manilla)
- El Nido (vanuit Manilla)
- Jolo (vanuit Zamboanga City)
- Marinduque (vanuit Manilla)
- Manilla (vanuit Batanes, Boracay, El Nido, Marinduque, San Fernando en Tablas)
- San Fernando (vanuit Manilla)
- Tablas (vanuit Manilla)
- Tawi-Tawi (vanuit Zamboanga City)
- Zamboanga City (vanuit Jolo en Tawi-Tawi)